# Croat (criptomoneda)
Croat (CROAT) és una moneda virtual o criptomoneda descentralitzada basada en l'algoritme de codi obert anònim Cryptonote, que també utilitzen d'altres criptomonedes conegudes com són Monero o Bytecoin.
L'any 2018, l'estació d'esquí Lles s'afegeix al llistat de comerços que accepten CROAT. El març de 2018, el Croat mostra la seva vocació social i fa una donació a la Fundació Altahia pel seu projecte d'Hospital d'oncologia i hematologia de dia. El mateix mes el CROAT és acceptat als primers exchanges. L'abril de 2018 apareix al seu web oficial la secció social, amb diverses ofertes per a fer donacions. L'agost de 2018 el Croat celebra el seu primer aniversari.